# Abyssos
Abyssos byla švédská metalová kapela. Zformovala se v roce 1995 ve městě Sundsvall. Hrála melodický black metal a její tvorba byla přirovnávána k britské kapele Cradle of Filth, s čímž členové Abyssos nesouhlasili. Sami označovali svou hudbu za „witching metal“. Připouštěli však určitou podobnost s krajany Dissection. Zpěvák, kytarista a klávesista v jedné osobě Christian Rehn jmenoval jako inspirace kapely Black Sabbath, Dio, Helloween, Iron Maiden, W.A.S.P. a Mötley Crüe.
Mezi hlavní témata Abyssos patřil okultismus a vampýrismus.

## Historie
Všichni členové Abyssos hráli dříve od začátku 90. let. 20. století v různých deathových či blackových kapelách.
Andreas Söderlund působil v kapele Hekate (black metal) a po jejím rozpadu v Sombre (death metal ala Deicide). Po zániku Sombre se Söderlund s druhým členem Johanssonem přidali ke skupině Insalubrious Daniela Meidala. Když se ke skupině přidal Christian Rehn, začal s tvorbou skladeb. Produkovaná hudba již byla odlišná od prvních nahrávek Isalubrious, a tak byla činnost skupiny ukončena a oficiálně vznikla kapela Abyssos ve stejném složení, pouze bez Johanssona.
V roce 1996 spatřilo světlo světa první demo Wherever the Witches Might Fly, které zaujalo britskou firmu Cacophonous Records. Její zástupce chtěl v říjnu 1996 podepsat s kapelou smlouvu, což se zrealizovalo až v lednu 1997. Již v květnu 1997 kapela nahrávala své první studiové album Together We Summon the Dark v Academy Studios v anglickém Yorkshire. Důvodem bylo to, že kapela i firma Cacophonous chtěli mít album co nejdříve a všechna známá švédská studia (Fredman, Abyss, Sunlight) byla již na dlouho dopředu zamluvená. V Academy Studios spolupracovali s producentem Magsem. Debutové album vyšlo v říjnu 1997.
O dva roky později v prosinci 1999 vyšla druhá dlouhohrající deska Fhinsthanian Nightbreed, poslední nahrávka Abyssos. Kapela poté zanikla.

## Členové kapely
- Andreas Söderlund – bicí
- Christian Rehn – kytara, vokály, klávesy
- Sedusa – ženský vokál
- Daniel Meidal – baskytara

## Diskografie

### Dema
- Wherever the Witches Might Fly (1996)

### Studiová alba
- Together We Summon the Dark (1997)[2]
- Fhinsthanian Nightbreed (1999)[3]